# Street Fighter Alpha 3
Street Fighter Alpha 3, i Japan och övriga delar av Asien känt som Street Fighter Zero 3 (ストリートファイターZERO 3?), utkom 1998, och är ett fightingspel utvecklat av Capcom och ursprungligen utgivet till askadmaskinen CPS II. Spelet är det tredje i Street Fighter Alpha-serien, där föregångarna heter Street Fighter Alpha: Warriors' Dreams och Street Fighter Alpha 2.
Spelet innehåller totalt 31 slagskämpar, vilket då var rekord.

### Fotnoter
1. ↑  ”Street Fighter Alpha 3” (på engelska). Mobygames. 18 mars 1998. http://www.mobygames.com/game/street-fighter-alpha-3. Läst 15 maj 2014.